# Фридрих Вильгельм Нейбургский
Фридрих Вильгельм Нейбургский (нем. Friedrich Wilhelm von Pfalz-Neuburg; 20 июля 1665, Дюссельдорф — 23 июля 1689, Майнц) — пфальцграф Нейбурга и генерал армии императора Леопольда I. Восьмой ребёнок в семье курфюрста и курфюрстины Пфальца Филиппа Вильгельма и Елизаветы Амалии.

## Биография
Фридрих Вильгельм начинал карьеру священнослужителя, став в 1677 году коадъютором, а позже в 1685 году каноником. Он учился в Гейдельбергском университете, ректором которого стал в 1685 году.
Фридрих Вильгельм находился на службе у императора, будучи одним из его генералов. В 1689 году в возрасте 24 лет он пал при осаде Майнца во время Войны за пфальцское наследство, получив смертельный выстрел пищали в голову. Фридрих Вильгельм погребён в церкви Святого Андрея в Дюссельдорфе.